# 455
Період падіння Західної Римської імперії. У Східній Римській імперії правління Маркіана. У Західній завершилося правління Валентиніана III, значна частина території окупована варварами, зокрема в Іберії утворилося Вестготське королівство, а Північну Африку захопили вандали, у Тисо-Дунайській низовині утворилося Королівство гепідів. У Південному Китаї правління династії Лю Сун. В Індії правління імперії Гуптів. У Японії триває період Ямато. У Персії править династія Сассанідів.
На території лісостепової України Черняхівська культура. У Північному Причорномор'ї готи й сармати. Історики VI століття згадують плем'я антів, що мешкало на території сучасної України приблизно з IV сторіччя. З'явилися гуни, підкорили остготів та аланів й приєднали їх до себе.

## Події
- 16 березня імператора Західної Римської імперії Валентиніана III убили двоє гунів, що служили Флавію Аецію.
- 17 березня імператором оголосив себе Петроній Максим. Він змусив до шлюбу з собою вдову імператора Ліцінію Євдоксію, оголосив свого сина цезарем і одружив його з принцесою Євдокією. Військовим магістром став Авіт, якого новий імператор послав до Тулузи, щоб заручитися підтримкою вестготів.
- 31 травня Петронія Максима забив до смерті камінням римський натовп, обурений звісткою про висадку вандалів.
- 9 липня в Тулузі Авіт оголосив себе імператором.
- 2 червня вандали захопили Рим, після чого грабували його протягом двох тижнів. Розграбувавши місто, вандали завантажили здобич на кораблі й повернулися в Карфаген.
- Остготи захопили Паннонію й Далмацію.
- У місті Віндобона розпочалася епідемія, що стала ширитися провінціями Римської імперії.
- Правителем імперії Гуптів став Скандагупта.
- Битва при Ейлсфорді.